# Arshad Warsi

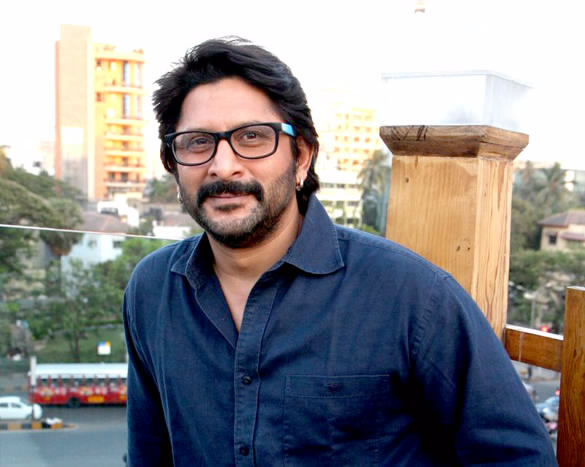
Arshad Warsi im Jahr 2013

Arshad Warsi (Hindi: अरशद वारसी, Araśad Vārasī; * 19. April 1968 in Mumbai, Maharashtra) ist ein indischer Bollywoodschauspieler.

## Leben
Sein Schauspieldebüt machte er 1996 in dem Film Tere Mere Sapne, der aber kaum Geld einspielte. Es folgten weitere erfolglose Filme, bis er den Durchbruch mit dem Film Munna Bhai: Lachen macht gesund schaffte.
Seitdem hat er in vielen erfolgreichen Produktionen mitgespielt, wie Hulchul, Hochzeit – Nein danke! (Salaam Namaste), Maine Pyaar Kyun Kiya – Warum habe ich mich verliebt?, Golmaal, Kabul Express und Lage Raho Munna Bhai.
Arshad heiratete am 14. Februar 1999 Maria Goretti. Sie haben einen gemeinsamen Sohn namens Zeke Warsi, geboren am 10. August 2004.

## Filmografie
- 1996: Tere Mere Sapne
- 1997: Betaabi
- 1998: Mere Do Anmol Ratan
- 1998: Hero Hindustani
- 1999: Hogi Pyar Ki Jeet
- 1999: Trishakati
- 2001: Mujhe Meri Biwi Se Bachaao
- 2001: Jeetenge Hum
- 2002: Jaani Dushman
- 2003: Waisa Bhi Hota Hai: Part 2
- 2003: Munna Bhai: Lachen macht gesund
- 2004: Hulchul – Eine verrückte Lovestory (Hulchul)
- 2005: Kuch Meetha Ho Jaaye
- 2005: Maine Pyaar Kyun Kiya – Warum habe ich mich verliebt?
- 2005: Sehar
- 2005: Hochzeit – Nein danke! (Salaam Namaste)
- 2005: Vaah! Life Ho Toh Aisi!
- 2006: Golmaal
- 2006: Lage Raho Munna Bhai
- 2006: Kabul Express
- 2006: Anthony Kaun Hai
- 2007: Goal
- 2007: Dhamaal

## Auszeichnungen
- Zee Cine Award/Bester Komiker für Munnabhai MBBS (2003)
- Bollywood Movie Award/Bester Nebendarsteller für Munnabhai MBBS (2003)
- GIFA/Bester Komiker für Hulchul (2004)
- Filmfare Award/Bester Komiker für Lage Raho Munna Bhai (2006)
- Star Screen Award/Bester Nebendarsteller für Lage Raho Munna Bhai (2006)